# River Town: Two Years on the Yangtze
River Town: Two Years on the Yangtze è un libro del 2001 scritto da Peter Hessler. Esso narra dell'esperienza dell'autore durante il suo periodo di lavoro in Cina come insegnante volontario dell'associazione statunitense Peace Corps. La scuola era una scuola di formazione per insegnanti, il Fuling Teachers College, a Fuling, in Sichuan (Fuling oggi fa parte della regione di Chongqing). La sua esperienza ebbe inizio nel 1996 ed ebbe la durata di due anni. Nonostante il discreto successo all'estero, il libro non è stato ancora tradotto in italiano.

## Stile
Il libro è una memoria dell'esperienza dell'autore nella città di Fuling, in Cina, ed è raccontata in prima persona. Il linguaggio usato è volutamente informale e mira a trasmettere la bellezza della città e le sue storie commoventi. Una delle caratteristiche del libro è data dal fatto che molti dei suoi capitoli possono essere letti fuori ordine senza confusione. La maggior parte dei personaggi compare solo all'interno di un singolo capitolo - o pochi capitoli contigui; solo una manciata di personaggi (i personaggi principali) compare durante l'intero svolgimento della trama.
I personaggi principali sono:
- Adam, l'amico di Peter,  col quale condividerà l'esperienza a Fuling;
- insegnante Liao e insegnante Kong, che insegneranno la lingua cinese a Peter durante la sua permanenza a Fuling;
- Anne, una delle studentesse più brave di Peter.

L'autore usa molti termini cinesi (normalmente in corsivo) per riferirsi a cose o persone comuni, per farli sembrare più tipici della cultura cinese. Ad esempio, gli stranieri sono spesso definiti waiguoren, le ragazze sono chiamate xiaojie, i facchini sono chiamati stick-stick soldiers (alla lettera "soldati attaccabrighe", tradotto letteralmente dal termine sichuanese 棒棒 军  bàngbàngjūn ), e così via.
Ogni capitolo include una breve appendice che descrive i luoghi più importanti di Fuling usando verbi al tempo presente, mentre i capitoli veri e propri sono ambientati nel passato e sono impiegati per la maggior parte i tempi (dei verbi inglesi) Past Simple, , Present Perfect e Past Perfect.
Nel libro sono frequenti citazioni o parti di compiti scritti dai suoi studenti cinesi, e testimoniano la vita di quel periodo, quanto essa fosse più dura di quella di oggi. così come i pensieri e le storie dei ragazzi di quel periodo. Inoltre essi consentono di scoprire pezzi di vita privata di quei giovani e delle loro famiglie.
L'obiettivo del libro è in parte quello di raccontare l'esperienza dell'autore a Fuling, ma sembra essere soprattutto finalizzato a raccontare le storie degli abitanti di quella città all'interno del fulcro della vita dell'autore a Fuling. Alcune storie sono particolarmente commoventi: per esempio, quella del prete della chiesa cattolica di Fuling, chiamato 李海若 (Lihǎiruò) è una storia innocente e toccante. Storie commoventi sono anche quelle di alcuni dei suoi studenti, che provenivano da case contadine private nella campagna del Sichuan e che avevano a che fare con un sistema scolastico rigido. Alcuni suoi studenti (per lo più ragazze) hanno avuto storie legate all'aborto o si sono suicidati. Con autentica perspicacia, l'autore riesce ad andare oltre il "velo inespressivo" dei volti che i cinesi presentano al mondo esterno e a scoprire la "vera" Cina.

## Ambiente
Fuling era molto diversa da quella di oggi nel biennio 1996-1998. Non c'erano strade e autostrade, e la vita, il sistema scolastico, le condizioni di lavoro e i salari erano molto peggiori di quelli di oggi. Eventi di storia contemporanea, come la morte Deng Xiaoping e il ritorno di Hong Kong alla Cina (1997) fanno da sfondo e danno all'autore la possibilità di scambiare opinioni con la gente del posto e partecipare al festeggiamento di quegli eventi.

## L'università
Il campus in cui insegnava l'autore Peter Hessler si chiamava Fuling Teachers College ed era un college per insegnanti. Come mostrato sulla mappa allegata al libro, il college allora si trovava nella zona di Jiangdong, all'interno di Fuling. Il campus di Jiangdong è poi divenuto negli anni 2000 la sede dell'Università Normale dello Yangtze e, successivamente, l'intero campus è stato dismesso e oggi viene utilizzato come dormitorio per gli anziani. Il Fuling Teachers College, insieme all'Università Normale dello Yangtze, si trova oggi nel quartiere di nuova costruzione chiamato Lidu (李渡镇).

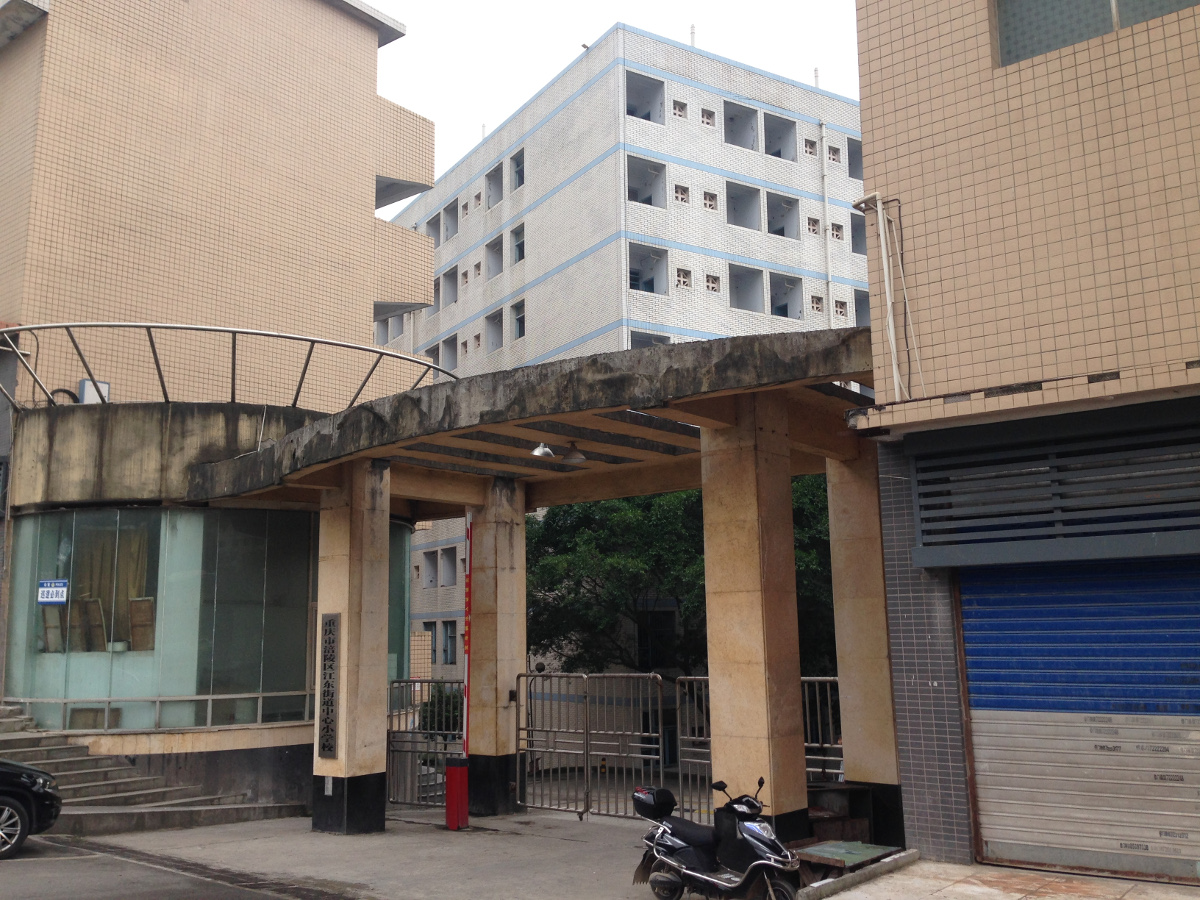
L'entrata del campus, di fronte all'area in cui si trovava l'appartamento dell'autore Peter Hessler - 2017
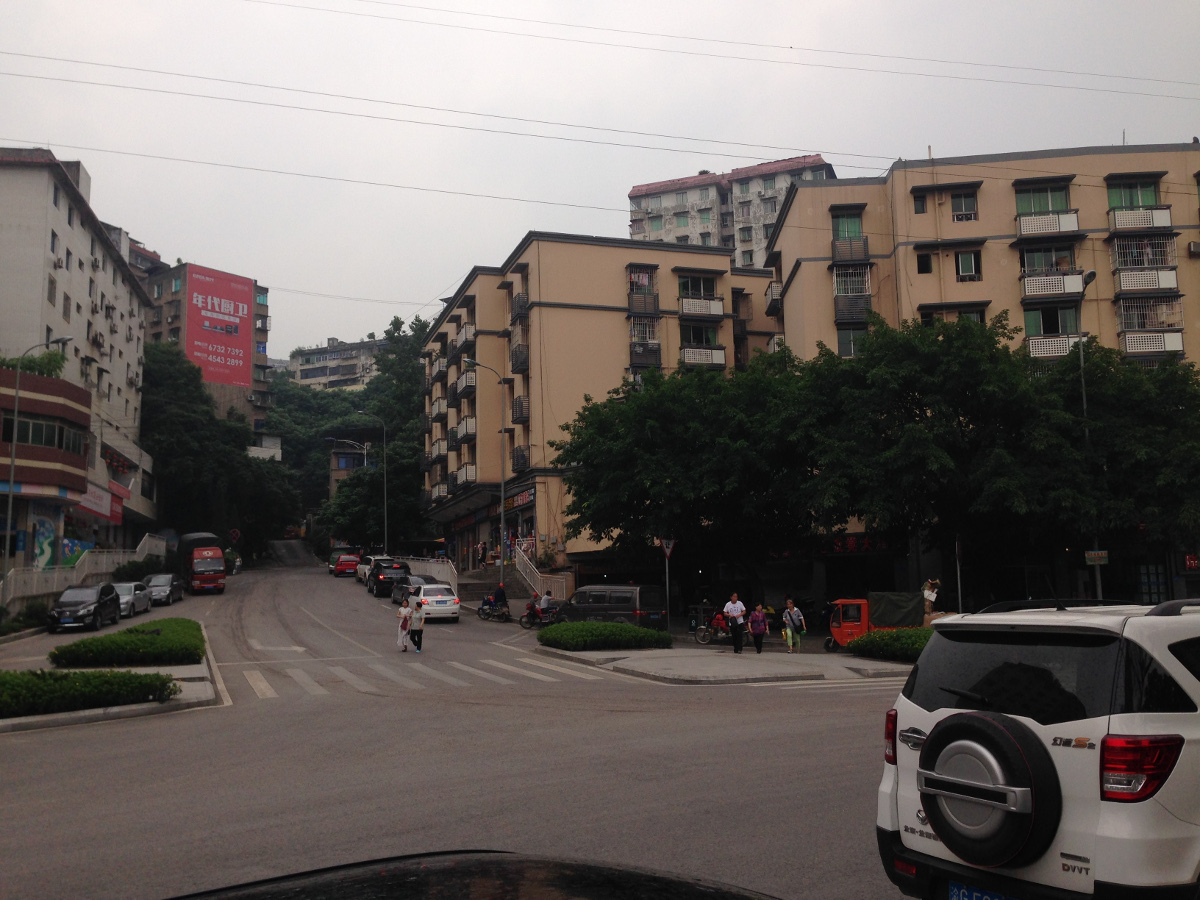
L'area in cui si trovava l'appartamento di Peter Hessler, di fronte all'entrata del campus - 2017
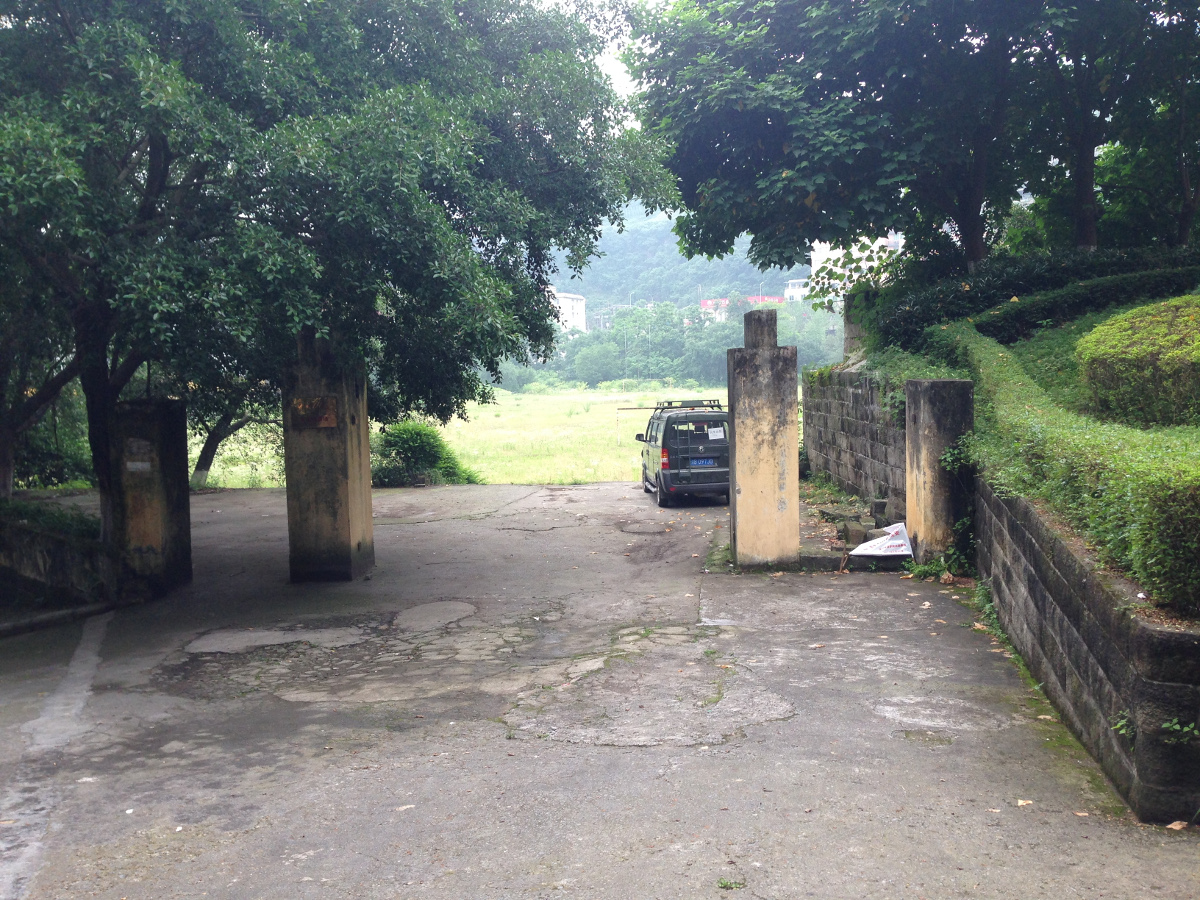
Il campo di croquet, ora abbandonato, situato vicino all'ingresso - 2017
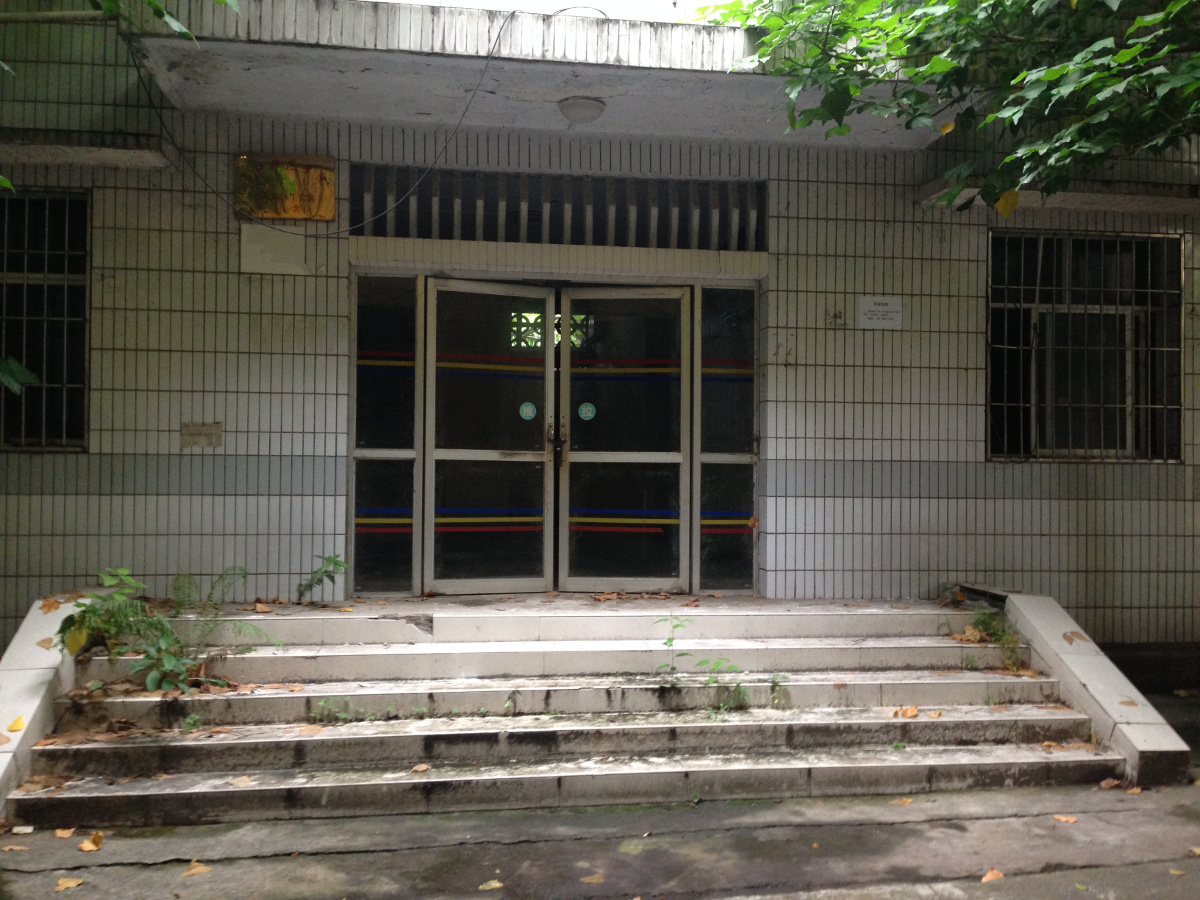
L'entrata di uno dei dipartimenti in cui Peter Hessler insegnava - 2017
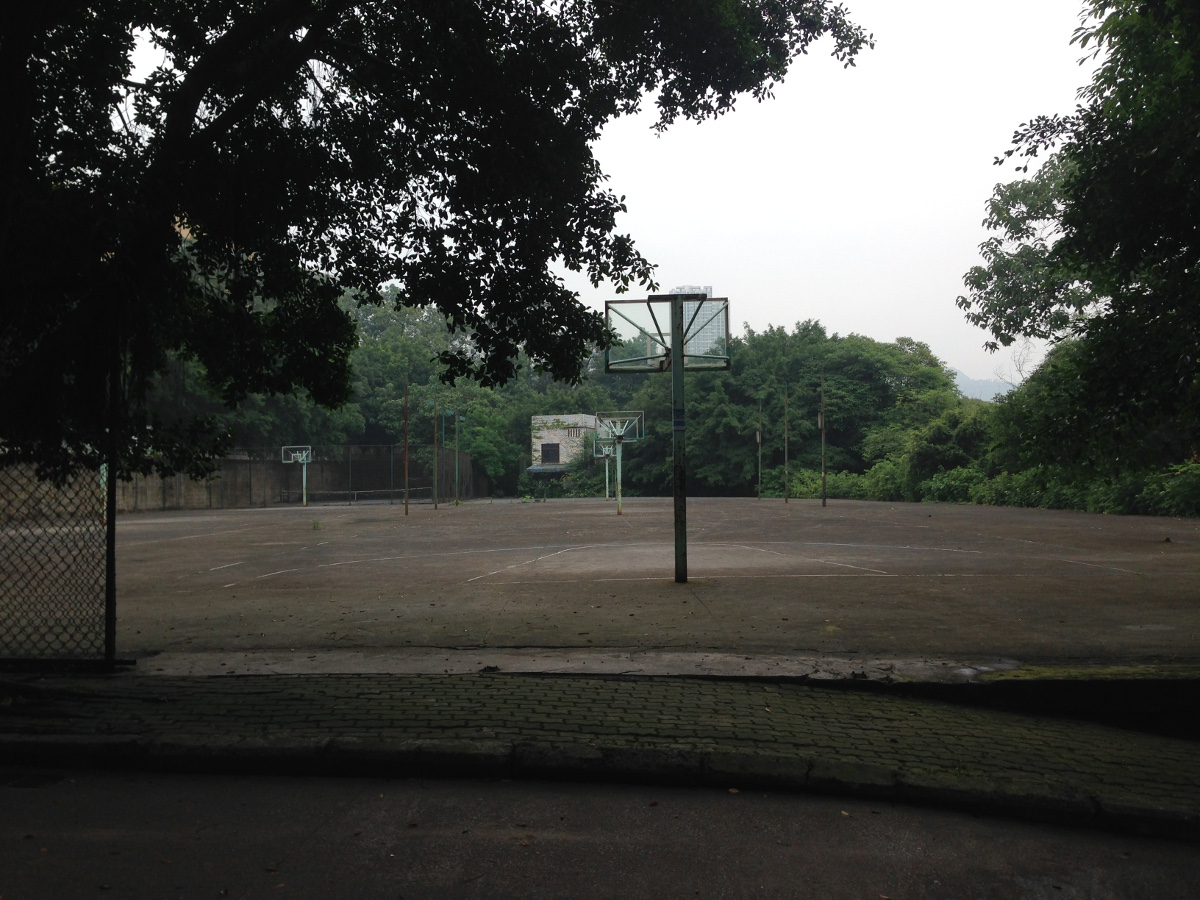
Il campo da basket all'interno del campus - 2017
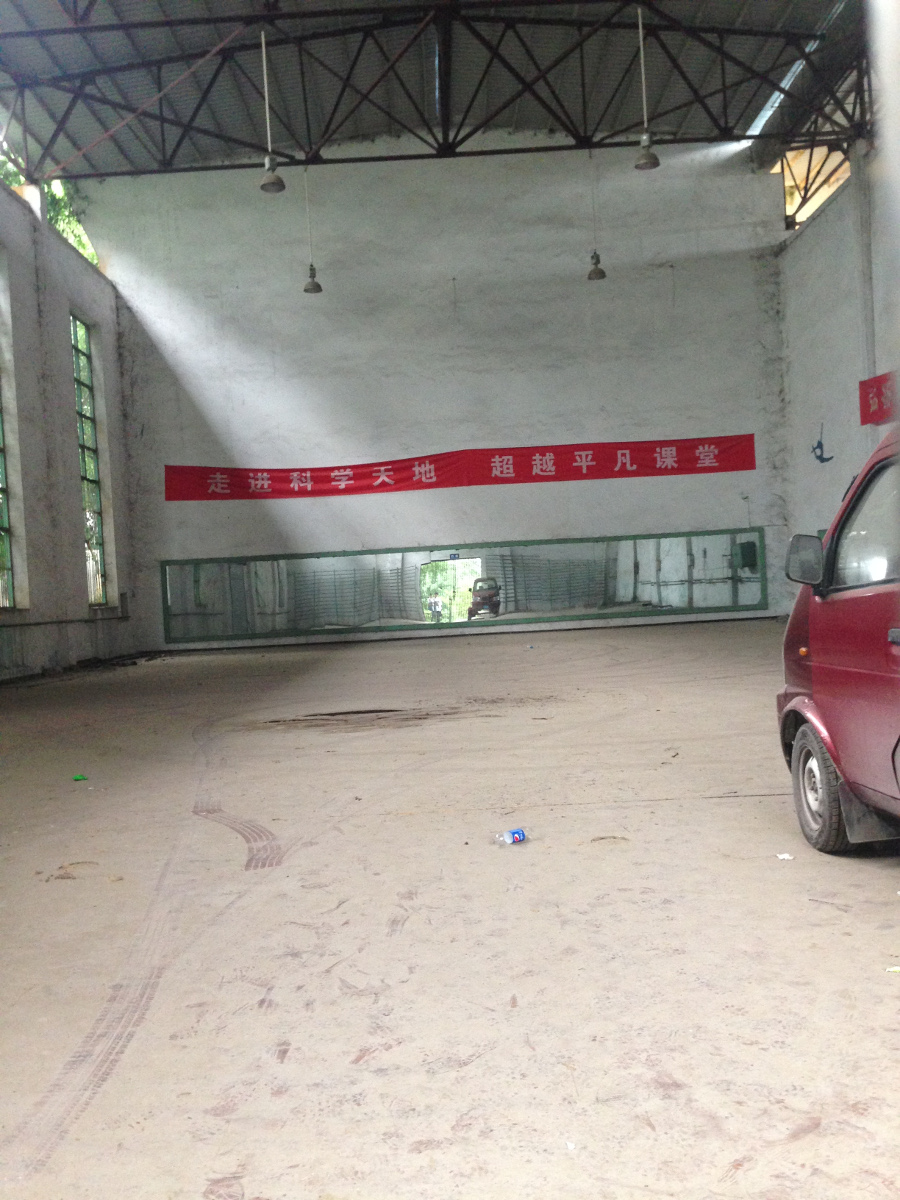
Palestra abbandonata all'interno del campus - 2017
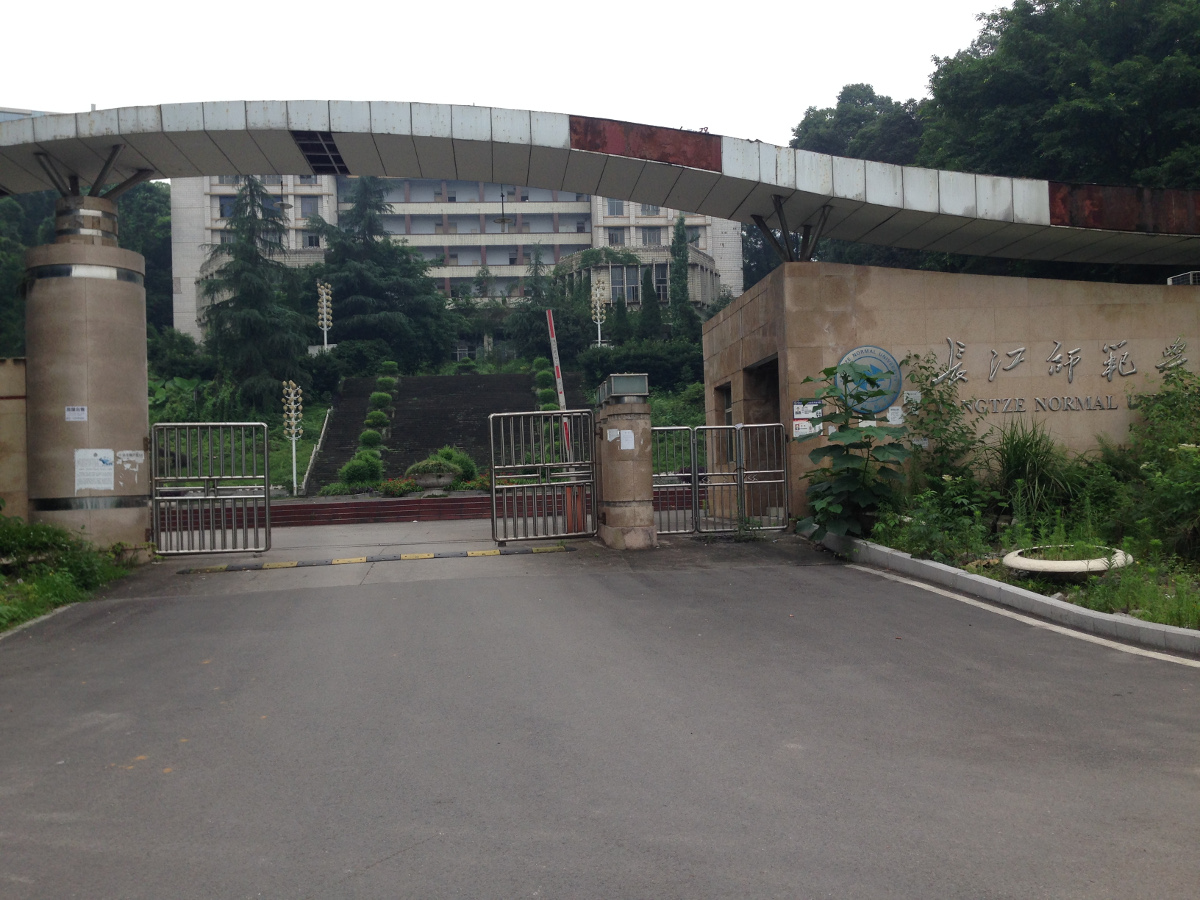
Entrata posteriore del campus - 2017

## Recensioni sul libro
Il libro ha vinto il premio Kiriyama ed è anche entrato nella lista dei libri degni di nota del New York Times (New York Times Notable Book).
Marlene Chamberlain, di Booklist, ha affermato che "è una memoria variegata e avventurosa di un volontario Peace Corps che è tornato dalla Cina con una comprensione della Cina maggiore di quella che un qualsiasi viaggiatore straniero in Cina possa aspettarsi di ottenere."